# První vláda Angely Merkelové
První vláda Angely Merkelové je bývalá vláda Spolkové republiky Německo působící v období od 22. listopadu 2005 do 28. října 2009.
Vládu Spolkové republiky Německo vedla kancléřka Angela Merkelová, vůbec první žena v historii Německa, jež byla zvolena do této funkce. Kabinet tvořila tzv. velká koalice CDU, CSU a SPD. Svou činnost ukončila 28. října 2009, poté co byla jmenována druhá „černo-žlutá“ vláda Angely Merkelové konstituovaná na základě parlamentních voleb z 27. září, v níž se liberální FDP stala koaličním partnerem CDU/CSU.

## Složení první vlády Angely Merkelové
| Úřad                                                  | Osoba                      | Období funkce | Subjekt |
| ----------------------------------------------------- | -------------------------- | ------------- | ------- |
| Kancléřka                                             | Angela Merkelová           | 2005 – 2009   | CDU     |
| Vicekancléř                                           | Franz Müntefering          | 2005 – 2007   | SPD     |
| Vicekancléř                                           | Frank-Walter Steinmeier    | 2007 – 2009   | SPD     |
| Ministr zahraničních věcí                             | Frank-Walter Steinmeier    | 2005 – 2009   | SPD     |
| Ministr životního prostředí                           | Sigmar Gabriel             | 2005 – 2009   | SPD     |
| Ministr ekonomie a technologie                        | Michael Glos               | 2005 – 2009   | CSU     |
| Ministr ekonomie a technologie                        | Karl-Theodor zu Guttenberg | 2009          | CSU     |
| Ministr obrany                                        | Franz Josef Jung           | 2005 – 2009   | CDU     |
| Ministr pro rodinu, seniory, ženy a mládež            | Ursula von der Leyenová    | 2005 – 2009   | CDU     |
| Ministr bez portfeje a vedoucí Spolkového kancléřství | Thomas de Maizière         | 2005 – 2009   | CDU     |
| Ministr vnitra                                        | Wolfgang Schäuble          | 2005 – 2009   | CDU     |
| Ministr školství a výzkumu                            | Annette Schavanová         | 2005 – 2009   | CDU     |
| Ministr zdravotnictví                                 | Ursula Schmidt             | 2001 – 2009   | SPD     |
| Ministr výživy, zemědělství a ochrany spotřebitelů    | Horst Seehofer             | 2005 – 2008   | CSU     |
| Ministr výživy, zemědělství a ochrany spotřebitelů    | Ilse Aignerová             | 2008 – 2009   | CSU     |
| Spolkový ministr financí                              | Peer Steinbrück            | 2005 – 2009   | SPD     |
| Ministr práce a sociálních věcí                       | Franz Müntefering          | 2005 – 2007   | SPD     |
| Ministr práce a sociálních věcí                       | Olaf Scholz                | 2007 – 2009   | SPD     |
| Ministr dopravy, výstavy a urbanizace                 | Wolfgang Tiefensee         | 2005 – 2009   | SPD     |
| Ministr ekonomické spolupráce a rozvoje               | Heidemarie Wieczorek-Zeul  | 1998 – 2009   | SPD     |
| Ministr spravedlnosti                                 | Brigitte Zypries           | 2002 – 2009   | SPD     |

## Schválení Bundestagem
Dne 22. listopadu 2005 podpořil Německý spolkový sněm novou vládu Angely Merkelové poměrem hlasů poslanců 397:217.